# Private Practice
Grey's Anatomy Grey's Anatomy : Station 19
Private Practice ou Pratique privée au Québec (Private Practice) est une série télévisée américaine en 111 épisodes de 42 minutes créée par Shonda Rhimes et diffusée entre le 26 septembre 2007 et le 22 janvier 2013 sur le réseau ABC. Au Canada, la première saison a été diffusée sur le réseau CTV, puis sur /A\ à partir de la deuxième saison, puis en simultané sur Citytv dès la cinquième saison. C'est le premier spin-off de la série américaine Grey's Anatomy.
En France, la série a été acquise par TF1 en 2007, mais elle a finalement été revendue à France Télévisions. Elle est diffusée du 20 juin 2011 au 31 août 2016 sur France 2, à raison de quatre épisodes par semaine puis rediffusée depuis le 28 février 2013 sur France 4 et sur France Ô du 14 août 2020 au 21 août 2020. En Suisse, la série est diffusée depuis le 14 mai 2008 sur TSR1. En Belgique, la série est diffusée depuis le 6 juillet 2008 sur RTL-TVI, à raison de deux épisodes par semaine et rediffusée sur AB3. Au Québec, seulement les deux premières saisons sont diffusées depuis le 8 juin 2009 sur V (anciennement TQS), puis rediffusées depuis le 7 janvier 2013 sur Moi & Cie.

## Synopsis
Après avoir atteint le point maximum qu'elle pouvait supporter, Addison Montgomery part pour Santa Monica en Californie. Son plan : trouver conseil auprès de deux de ses anciens amis de l'école de médecine, Naomi et Sam. Selon Addison, c'est le couple idéal qui a tout ce qu'on peut désirer : une fille magnifique, un beau mariage et des carrières à succès. 
Addison finit donc par décider de quitter le Seattle Grace pour rejoindre le Groupe Oceanside Wellness.
Mais sur place elle va vite déchanter. Sam est devenu un gourou des médias et a divorcé de Naomi. Durant sa visite en Californie, elle rencontre un thérapeute en proie au doute ou encore un pédiatre qui connaît finalement peu de choses sur les femmes.

## Distribution

### Acteurs principaux
| Acteur            | Rôle                         | Spécialité                                                                                 | Personnage régulier                            | Personnage récurrent | Voix française           |
| ----------------- | ---------------------------- | ------------------------------------------------------------------------------------------ | ---------------------------------------------- | -------------------- | ------------------------ |
| Kate Walsh        | Dr Addison Forbes-Montgomery | Chirurgienne néonatale et périnatale, gynécologue obstétrique ex-femme du Dr Derek Sheperd | Saisons 1 à 6 (Présente dans Grey's Anatomy)   |                      | Anne Deleuze             |
| Paul Adelstein    | Dr Cooper Freedman           | Pédiatre                                                                                   | Saisons 1 à 6 (Introduit dans Grey's Anatomy)  |                      | Boris Rehlinger          |
| Taye Diggs        | Dr Samuel Bennett            | Docteur en médecine interne et chirurgien cardio-thoracique                                | Saisons 1 à 6 (Introduit dans Grey's Anatomy)  |                      | Bruno Dubernat           |
| Amy Brenneman     | Dr Violet Turner             | Psychiatre, psychothérapeute                                                               | Saisons 1 à 6 (Introduite dans Grey's Anatomy) |                      | Veronique Augereau       |
| KaDee Strickland  | Dr Charlotte King            | Urologue, sexologue et chef du personnel de l'hôpital de St. Ambrose                       | Saisons 1 à 6                                  |                      | Laurence Bréheret        |
| Brian Benben      | Dr Sheldon Wallace           | Psychiatre et psychothérapeute                                                             | Saisons 4 à 6                                  | Saisons 2 et 3       | Constantin Pappas        |
| Caterina Scorsone | Dr Amelia Shepherd           | Neurochirurgienne                                                                          | Saisons 4 à 6 (Présente dans Grey's Anatomy)   | Épisodes 3.19 à 3.23 | Élisabeth Ventura        |
| Benjamin Bratt    | Dr Jake Reilly               | Spécialiste en fertilité et chirurgien général                                             | Saisons 5 et 6                                 | Épisode 4.22         | Pierre-François Pistorio |

### Acteurs principaux ayant quitté la série
| Acteur         | Rôle                    | Spécialité | Personnage régulier                            | Personnage récurrents | Voix Française | Motif du départ de l'acteur | Motif du départ du personnage |
| -------------- | ----------------------- | --- | ---------------------------------------------- | --------------------- | -------------- | --- | --- |
| Chris Lowell   | William « Dell » Parker | infirmier et sage-femme.                                                                                         | Saisons 1 à 3 (Introduit dans Grey's Anatomy)  |                       | Jonathan Amram | Ne veut plus travailler dans la série. | Meurt à la fin de la saison 3. À la suite d'un accident de voiture alors qu'il conduisait la fille de Sam et Naomi à l'hôpital, il souffre d'une hémorragie cérébrale. Amélia tente de l'opérer, mais il meurt sur la table d'opération. |
| Audra McDonald | Dr Naomi Bennett        | gynécologue-obstétricienne, endocrinologue.                                                                      | Saisons 1 à 4 (Introduite dans Grey's Anatomy) | saison 6              | Isabelle Ganz  | Pour pouvoir se consacrer à sa famille, et arrêter les déplacements entre New York (où elle vit) et Los Angeles (où a lieu le tournage de la série). | Accepte d'épouser le Dr Fife et quitte Los Angeles fin saison 4. Elle revient dans le serie finale pour le mariage d'Addison et Jake où elle couchera avec Sam. À la suite de quoi, elle tombera enceinte, et se remariera avec lui.     |
| Tim Daly       | Dr Pete Wilder          | docteur en médecine, spécialisé en médecine alternative, naturopathie, maladies infectieuses et soins intensifs. | Saisons 1 à 5 (Introduit dans Grey's Anatomy)  |                       | Bruno Choël    | Son contrat n'a pas été reconduit pour une sixième saison pour raison budgétaire.                                                                    | Meurt d'une crise cardiaque dans le premier épisode de la saison 6, alors qu'il était parti courir. |

### Personnages récurrents
- Geffri Maya (VF : Alexandrine Serre) : Maya Bennett (saisons 1, 2, 3)
- Hailey Sole (VF : Camille Timmerman) : Betsey Parker (saisons 2, 3, 4)
- David Sutcliffe (VF : Patrice Baudrier) : Kevin Nelson (saisons 1, 2)
- Jayne Brook (VF : Stéphanie Lafforgue) : Dr Meg Porter (saison 2)
- Jay Harrington (VF : Xavier Fagnon) : Dr Wyatt Lockhart (saison 2)
- Sarah Drew (VF : Sophie Froissard) : Judy (saison 2)
- Sharon Leal (VF : Annie Milon) : Sonya Nichols (saison 2)
- Grant Show (VF : Thierry Ragueneau) : Dr Archer Montgomery (saisons 2, 4)
- Josh Hopkins (VF : Maurice Decoster) : Dr Noah Barnes (saison 2)
- Amanda Detmer (VF : Ninou Fratellini) : Morgan Gellman-Barnes (saison 2)
- Amanda Foreman  (VF : Natacha Muller) : Katie Kent (saisons 2, 3, 4)
- James Pickens, Jr. (VF : Said Amadis) : Dr Richard Webber (personnage de Grey's Anatomy) (saisons 1, 2)
- Patrick Dempsey (VF : Damien Boisseau) : Dr Derek Shepherd (personnage de Grey's Anatomy) (saisons 2, 5)
- Eric Dane (VF : Renaud Marx) : Dr Mark Sloan (personnage de Grey's Anatomy) (saisons 2, 3)
- Justin Chambers (VF : Sébastien Desjours) : Dr Alex Karev (personnage de Grey's Anatomy) (saison 2)
- Chandra Wilson (VF : Zaïra Benbadis) : Dr Miranda Bailey (personnage de Grey's Anatomy) (saisons 2, 3)
- Idina Menzel : Lisa King (saison 2)
- Agnes Bruckner (VF : Sylvie Jacob) : Heather Parker (saisons 2, 3)
- Tessa Thompson : Zoe (saisons 2, 3)
- Robin Weigert : Amelia Sawyer (saisons 2, 3)
- Michael Patrick Thornton (VF : William Coryn) : Dr Gabriel Fife (saisons 3, 4)
- James Morrison (VF : Hervé Bellon) : William White (saisons 2, 3)
- Stephen Collins (VF. Jean-Luc Kayser) : Capitaine Montgomery (saisons 3, 4)
- JoBeth Williams (VF : Marion Game) : Bizzy Montgomery (saisons 3, 4)
- Ann Cusack (VF : Anne Rondeleux) : Susan Grant (saisons 3, 4)
- Leven Rambin : Sloane Riley (saison 3)
- Stephen Lunsford (VF : Paolo Domingo) : Dink Davis (saison 3)
- Rosanna Arquette : Corinne Davis (saison 3)
- Christina Chang (VF : Géraldine Asselin) : Vanessa (saison 3)
- Alex Kingston : Dr Marla Phillips (saison 4)
- Cristian de la Fuente (VF : Philippe Valmont) : Dr Rodriguez (saison 4)
- Chyler Leigh (VF : Véronique Desmadryl) : Dr Lexie Grey (personnage de Grey's Anatomy) (saison 5)
- A.J. Langer (VF : Céline Ronté) : Erica Warner (saison 5)
- Wes Brown (VF : Vincent De Bouard) : Ryan Kerrigan (saison 5)
- Stephen Amell (VF : Damien Ferrette) : Scott Becker (saison 5)
- Anika Noni Rose (VF : Marie-Eugénie Maréchal) : Corinne Bennett (saison 5)
- Aloma Wright (VF : Catherine Artigala) : Mildred Clemons (saison 5 et 6)
- Emily Rios (VF : Célia Asensio) : Angela Reilly (saison 5 et 6)
- Justina Machado (VF : Annie Milon) : Stephanie Kemp (saison 6)
- Diane Farr (VF : Rafaèle Moutier) : Miranda (saison 6)
- Matt Long (VF : Nessym Guétat) : Dr James Peterson (saison 6)
- Carter MacIntyre (VF : Jérémy Prévost) : Nick Calhoun (saison 6)
- Charlie Hofheimer (VF : Stéphane Pouplard) : Ron Nelson (saison 6)
- Chryssie Whitehead (VF : Anne Massoteau) : Dana Nelson (saison 6)

### Invités
- Stacy Edwards : Maria (saison 1)
- Rebecca Mader : Leslie (saison 1)
- Fran Kranz (VF : Nessym Guétat)  : Brian (saison 1, épisode 2)
- Leslie Hope (VF : Déborah Perret) : Linda (saison 1, épisode 3)
- Joy Lauren : Darcy (saison 1)
- Amy Acker (VF : Léa Gabriele) : Molly (saison 2)
- Ming-Na : Kara Wei (saison 2)
- Alexis Denisof (VF : Éric Legrand) : Daniel (saison 2)
- Meredith Monroe (VF : Barbara Delsol) : Leah (saison 2)
- Darcy Rose Byrnes (VF : Clara Quilichini) : Gracie Rousakis (saison 2)
- Joel Grey : Dr Alexander Ball (saison 2)
- Emma Caulfield : Leanne (saison 2)
- Erik Palladino : Mitch (saison 2)
- Amber Benson : Jill (saison 2)
- D. B. Woodside : Duncan (saison 2)
- Kellie Martin : Michelle Larsen (saison 3)
- Lucy Hale (VF : Audrey Sablé) : Danielle Palmer (saison 3)
- Cristine Rose (VF : Frédérique Cantrel) : Pauline (saison 3)
- Melissa McCarthy (VF : Véronique Alycia) : Lynn McDonald (saison 3)
- Bruno Campos : Dr Scott
- Nicholas Brendon : Lee McHenry (saison 4)
- Clea DuVall : Natasha (saison 4)
- Aaron Ashmore (VF : Stéphane Pouplard) : Karl (saison 3)
- Sarah Hagan : Kim (saison 3)
- Allie Grant (VF : Adeline Chetail) : Julie (Saison 4)
- Debby Ryan : Hailey (Saison 5)
- Courteney Cox : Patiente (Saison 5)

Version française
- Société de doublage : Dubbing Brothers[8],[9]
- Direction artistique : Valérie Siclay et Barbara Tissier
- Adaptation des dialogues : Philippe Lebeau[8], Sophie Arthuys et Carole Cadinot

Sources VF : Doublage Séries Database et RS Doublage

## Épisodes
| Saison | Saison | Nombre d'épisodes | Jour et heure de diffusion                                                                              | Diffusion originale sur ABC | Diffusion originale sur ABC | Année     | Audience moyenne (en millions) | Audience moyenne (en millions) | Audience moyenne (en millions) |
| Saison | Saison | Nombre d'épisodes | Jour et heure de diffusion                                                                              | Début de saison             | Fin de saison               | Année     | Première                       | Finale                         | Moyenne                        |
| ------ | ------ | ----------------- | --- | --------------------------- | --------------------------- | --------- | ------------------------------ | ------------------------------ | ------------------------------ |
|        | 1      | 9                 | Mercredi 21 heures                                                                                      | 26 septembre 2007           | 5 décembre 2007             | 2007      | 14.41                          | 10.36                          | 11.60                          |
|        | 2      | 22                | Mercredi 21 heures (du 1er octobre au 17 décembre 2008) Jeudi 22 heures (du 8 janvier au 30 avril 2009) | 1er octobre 2008            | 30 avril 2009               | 2008-2009 | 8.16                           | 9.70                           | 8.89                           |
|        | 3      | 23                | Jeudi 22 heures                                                                                         | 1er octobre 2009            | 13 mai 2010                 | 2009-2010 | 11.58                          | 9.28                           | 9.05                           |
|        | 4      | 22                | Jeudi 22 heures                                                                                         | 23 septembre 2010           | 19 mai 2011                 | 2010-2011 | 9.02                           | 7.45                           | 7.60                           |
|        | 5      | 22                | Jeudi 22 heures (du 29 septembre 2011 au 15 mars 2012) Mardi 22 heures (du 17 avril au 15 mai 2012)     | 29 septembre 2011           | 15 mai 2012                 | 2011-2012 | 7.79                           | 6.81                           | 6.80                           |
|        | 6      | 13                | Mardi 22 heures / Mercredi 22 heures (épisode 7)                                                        | 25 septembre 2012           | 22 janvier 2013             | 2012-2013 | 6.45                           | 5.32                           | 4.70                           |

## Commentaires

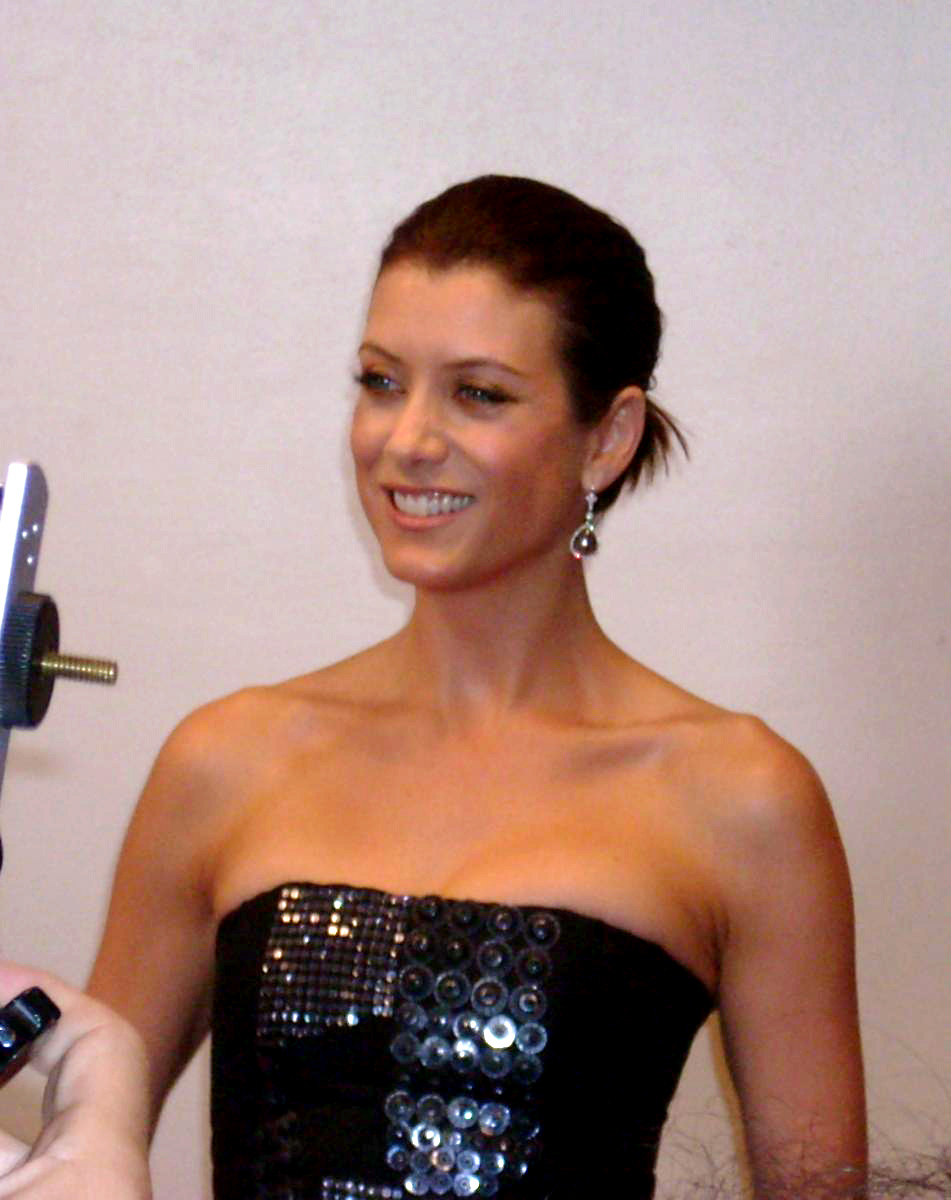
L'actrice principale de Private Practice, Kate Walsh aux WGA Awards à Los Angeles en 2009.

- Private Practice est une série dérivée de Grey's Anatomy (Dr Grey, leçons d'anatomie au Québec). Une partie des acteurs récurrents de Private Practice a fait une apparition dans Grey's Anatomy en tenant son rôle Private Practice notamment lors de recherches communes sur un même patient entre les deux hôpitaux[16].
- ABC avait commandé treize épisodes pour la première saison, qui commençaient par « In which… ». Seulement, à la suite de la grève des scénaristes, ABC a décidé d'arrêter la saison dès le 9e épisode. Les épisodes de la saison 2 ne reprennent plus ces titres.
- Le tournage de la saison 2 a commencé plus tôt que les autres séries, Shonda Rhimes, créatrice et productrice exécutive de la série, voulant se focaliser assez vite sur la série-mère, Grey's Anatomy.
- Alexis Denisof, Emma Caulfield, Amber Benson, D.B. Woodside, Nicholas Brendon, et Sarah Hagan sont tous d'ancien acteurs de la série fantastique Buffy contre les vampires, Clea DuVall a quant à elle fait une apparition dans un épisode de la saison 1 de cette même série. Amy Acker jouait dans le spin-off de Buffy contre les vampires, Angel. Amber Benson a également fait une apparition dans la série dérivée Grey's Anatomy.
- En janvier 2011, ABC annonce le renouvellement de Private Practice pour une 5e saison (2011-2012)[17].
- En août 2011, le magazine TV Guide dévoile le salaire de Kate Walsh : l'actrice touche 275 000 $ par épisode[18].
- Le 11 mai 2012, ABC annonce le renouvellement de Private Practice pour une 6e saison de 13 épisodes[19].
- La maison de Violette, d'où l'on aperçoit les lettres Hollywood se situe au 6208 Mulholland Hwy à Hollywood.
- La clinique Ocean Side, se situe à l'intersection de la 4th et Wilshire à Santa Monica. C'est actuellement une banque, Elle possède deux étages, les troisième et quatrième sont ajoutés à l'image mais n'existent pas dans la réalité.
- La créatrice de la série, Shonda Rhimes, annonce le 20 octobre 2012 que la série s'arrêtera définitivement après la saison 6[20].

## Audiences en France
| Saison | Saison | Nombre d'épisodes | Jour et heure de diffusion          | Diffusion originale sur France 2 | Diffusion originale sur France 2 | Année     | Audience moyenne (en millions) | Audience moyenne (en millions) | Audience moyenne (en millions) |
| Saison | Saison | Nombre d'épisodes | Jour et heure de diffusion          | Début de saison                  | Fin de saison                    | Année     | Première                       | Finale                         | Moyenne                        |
| ------ | ------ | ----------------- | ----------------------------------- | -------------------------------- | -------------------------------- | --------- | ------------------------------ | ------------------------------ | ------------------------------ |
|        | 1      | 9                 | Lundi 20 h 45                       | 20 juin 2011                     | 11 juillet 2011                  | 2011      | 3.66                           | 2.59                           | 2.97                           |
|        | 2      | 22                | Lundi 20 h 45                       | 11 juillet 2011                  | 22 août 2011                     | 2011      | 2.60                           | 2.78                           | 2.47                           |
|        | 3      | 23                | Lundi / Dimanche 20 h 45            | 22 août 2011                     | 26 août 2012                     | 2011      | 2.74                           | 1.77                           | 2.32                           |
|        | 4      | 22                | Dimanche 20 h 45 / Mercredi 23 h 15 | 19 août 2012                     | 13 août 2013                     | 2012-2013 | 1.69                           | TBA                            | TBA                            |
|        | 5      | 22                | Lundi 0 h 45 / jeudi 23 h 45        | 19 août 2013                     | 29 août 2014                     | 2013-2014 | 340 000                        | TBA                            | TBA                            |
|        | 6      | 13                | Lundi / vendredi 22 h               | 12 août 2016                     | 31 août 2016                     | 2016      | TBA                            | TBA                            | TBA                            |

## Coffrets DVD
Des coffrets DVD des saisons 1 à 6 sont sortis en France. Le DVD de la quatrième saison est sorti le 13 septembre 2011 aux États-Unis.